# Зінчук Тихон
Зінчук Тихон (псевдо: «Кубік», «Ромб», «Архип») (1909, с. Несухоїже (тепер Воля), Ковельський район, Волинська область — квітень 1946 ?)  — сотник УПА, командир бригади «4-а бригада „Соборна Україна“», «ім. Вовчака» (Західна ВО «Завихост»)
Лицар Срібного Хреста Бойової Заслуги 1-го класу.

## Життєпис
Протягом 1942 — початок 1943 комендант поліції в селі Несухоїже.
З весни 1943 очолює сотню загону «Озеро» (Ковельщина). З літа 1943 до початку 1944 — командир одного з куренів загону ВО-3 «Турів».
7-9 вересня 1943 Зінчук та його підрозділ відзначився у боях з німецькими частинами під Радовичами. Восени 1943 був поранений у боях з радянськими партизанами. Згодом навчається у старшинській школі УПА.
У серпні-вересні 1944 — організатор «4-ї бригади „Соборна Україна“», «ім. Вовчака» (Західна ВО «Завихост».

## Нагороди
- Згідно з Постановою УГВР від 16.10.1948 р. і Наказом Головного військового штабу УПА ч. 3/48 від 23.10.1948 р. сотник УПА Тихон Зінчук – «Кубік» нагороджений Срібним хрестом бойової заслуги УПА 1 класу[2].

## Вшанування пам'яті
- 1.12.2017 р. від імені Координаційної ради з вшанування пам’яті нагороджених Лицарів ОУН і УПА у м. Луцьку Срібний хрест бойової заслуги УПА 1 класу (№ 020) переданий Миколі Котіку, племіннику Тихона Зінчука – «Кубіка».